# The Royal Pauper
The Royal Pauper er en amerikansk stumfilm fra 1917 af Ben Turbett.

## Medvirkende
- Francine Larrimore som Irene
- Walter Bauer som William
- Richard Tucker
- William Wadsworth som Muggins
- H.H. Pattee som Mr. Chandler